# ادی براون (بازیکن فوتبال، زاده ۱۹۲۷)
ادی براون (انگلیسی: Eddie Brown; ۴ اکتبر ۱۹۲۷ – ۴ آوریل ۱۹۹۶) بازیکن فوتبال اهل بریتانیا بود.
از باشگاه‌هایی که در آن بازی کرده‌است می‌توان به باشگاه فوتبال برنتفورد اشاره کرد.